# HC Zwolle
HC Zwolle is een Nederlandse hockeyclub uit Zwolle. De club komt bij zowel de dames als de heren uit in de Overgangsklasse.

## Geschiedenis
HC Zwolle werd opgericht op 6 juni 2011 uit een fusie tussen de hockeyverenigingen Tempo '41 en ZMHC. Beide verenigingen hadden de intentie om verder te groeien en het hockey in Zwolle naar een hoger plan te tillen. In de zomer van 2011 werd de fusie dan ook beklonken door de leden, de gemeente en de hockeybond. De praktische eenwording zelf liet nog zeker een jaar op zich wachten, omdat er een nieuw modern complex gebouwd moest worden op de Hoge Laar. Dit sportcomplex werd in augustus 2012 opgeleverd, waarna met ingang van het seizoen 2012/13 hockeyclub Zwolle van start kon gaan.
In het eerste jaar startte Dames 1 in de Overgangsklasse en Heren 1 in de eerste klasse. Heren 1 wist in het eerste jaar direct naar de Overgangsklasse te promoveren en Dames 1 wist zichzelf te behouden voor de Overgangsklasse.

## Huidige situatie
In het seizoen 2016/17 komt Heren 1 uit in de Overgangsklasse en Dames 1 in de Overgangsklasse van de KNHB.
Qua ledental staat de club op de 17e plaats van hockeyclubs naar ledenaantal. Hiermee is Zwolle de grootste hockeyclub van regio oost.

## Selectie 2016/17

### Heren
- Hoofdcoach: Bert Bunnik
- Assistent-Trainer: Thim Pierik
- Manager: Esther Post

| Naam                    | Rugnummer | Nationaliteit    |
| ----------------------- | --------- | ---------------- |
| Keepers                 |           |                  |
| Tijmen Maakal           | 1         | Nederland        |
| Rick Leerentveld        | 20        | Nederland        |
| Sebastiaan Holterman    | 31        | Nederland        |
| Verdedigers             |           |                  |
| Wouter Frank Bleckman   | 2         | Nederland        |
| Bas Vloedbeld           | 4         | Nederland        |
| Gerben Zingstra         | 5         | Nederland        |
| Pieter-Jan Voerman      | 7         | Nederland        |
| Jelle Huisman           | 8         | Nederland        |
| Ward Maakal             | 12        | Nederland        |
| Jurjan Boiten           | 17        | Nederland        |
| Middenvelders           |           |                  |
| Tijn Tjoelker           | 3         | Nederland        |
| Daan Ros                | 5         | Nederland        |
| Otto Berkhof            | 10        | Nederland        |
| Maarten Struyvenberg    | 11        | Nederland        |
| Hugo Lokhorst           | 13        | Nederland        |
| Patrick van der Heijden | 15        | Brazilië         |
| Aaron Lane              | 18        | Groot-Brittannië |
| Bruno Sousa             | 19        | Brazilië         |
| Aanvallers              |           |                  |
| Jetze Schölvinck        | 6         | Nederland        |
| Pepijn Muller           | 14        | Nederland        |
| Jaap Rondhuis           | 16        | Nederland        |

### Dames
- Hoofdcoach: Roel Stofmeel
- Assistent-trainer: Bart van Kersbergen
- Assistent-trainer: Eric Hoek
- Manager: Sandra Fiechter

| Naam                | Rugnummer | Nationaliteit |
| ------------------- | --------- | ------------- |
| Keepsters           |           |               |
| Aline de Visser     | 1         | Nederland     |
| Verdedigsters       |           |               |
| Ruth Meutgeert      | 2         | Nederland     |
| Nathalie Fiechter   | 4         | Nederland     |
| Sophie van der Vegt | 8         | Nederland     |
| Tamara Norden       | 11        | Nederland     |
| Helena Bakker       | 18        | Nederland     |
| Middenvelders       |           |               |
| Joscha Vermeulen    | 3         | Nederland     |
| Sare van den Berg   | 9         | Nederland     |
| Amber Gorter        | 10        | Nederland     |
| Lynn Wieten         | 12        | Nederland     |
| Sabine van Eijk     | 13        | Nederland     |
| Aanvalsters         |           |               |
| Sanne van 't Slot   | 5         | Nederland     |
| Sophie Locht        | 6         | Nederland     |
| Anne-Roos Meppelink | 7         | Nederland     |
| Hester Kip          | 14        | Nederland     |